# Poirineau
Le poirineau est un alcool apéritif ou digestif à base de poire et de liqueur de poire. Il est originaire d'Eure-et-Loir. Sa commercialisation est limitée. 
Il ne faut pas le confondre avec le poiré, à base de poires à poiré, qui suit le même procédé de fabrication que celui du cidre.  
Son équivalent à base de pomme est le pommeau.